# Rejmyre
Rejmyre uttal (fil) är en tätort i Finspångs kommun i Östergötland.

## Historik
Rejmyre nämns första gången i bevarade handlingar år 1385 under namnet Reghinmyra. Det var då i Askeby klosters ägo, men såldes detta år till riksdrotsen Bo Jonsson Grip, den tidens störste jordägare i Sverige. 
Rejmyre hette (fram till cirka 1800) Regnmyra. Reijmyre glasbruk anlades på platsen år 1810. Därefter uppfördes Rejmyre kyrka. 

### Befolkningsutveckling
| Befolkningsutvecklingen i Rejmyre 1900–2020                                            | Befolkningsutvecklingen i Rejmyre 1900–2020 | Befolkningsutvecklingen i Rejmyre 1900–2020 | Befolkningsutvecklingen i Rejmyre 1900–2020 | Befolkningsutvecklingen i Rejmyre 1900–2020 |
| -------------------------------------------------------------------------------------- | ------------------------------------------- | ------------------------------------------- | ------------------------------------------- | ------------------------------------------- |
|                                                                                        |                                             |                                             |                                             |                                             |
| År                                                                                     |                                             |                                             | Folkmängd                                   | Areal (ha)                                  |
| 1900                                                                                   | 1900                                        |                                             | 787                                         | †                                           |
| 1960                                                                                   | 1960                                        |                                             | 703                                         |                                             |
| 1965                                                                                   | 1965                                        |                                             | 788                                         |                                             |
| 1970                                                                                   | 1970                                        |                                             | 799                                         |                                             |
| 1975                                                                                   | 1975                                        |                                             | 960                                         |                                             |
| 1980                                                                                   | 1980                                        |                                             | 1 045                                       |                                             |
| 1990                                                                                   | 1990                                        |                                             | 1 088                                       | 114                                         |
| 1995                                                                                   | 1995                                        |                                             | 1 022                                       | 114                                         |
| 2000                                                                                   | 2000                                        |                                             | 930                                         | 115                                         |
| 2005                                                                                   | 2005                                        |                                             | 899                                         | 115                                         |
| 2010                                                                                   | 2010                                        |                                             | 900                                         | 115                                         |
| 2015                                                                                   | 2015                                        |                                             | 886                                         | 129                                         |
| 2020                                                                                   | 2020                                        |                                             | 884                                         | 127                                         |
| Anm.: Namnändring 1975 från Rejmyra till Rejmyre. † Som köpingsliknande samhälle 1900. |                                             |                                             |                                             |                                             |

## Samhället
Glasbruket har en butik med fabriksförsäljning. Intill glasbruket finns flera hantverkare och butiker där bland andra Rejmyre Mässingsbruk och Rejmyre Armaturfabrik har fabriksförsäljning. Där finns också Lill-Annas kafé. 
I Rejmyre arrangeras varje år sedan 2006 musikfestivalen Skogsröjet.

## Kommunikationer
Rejmyre trafikeras av Östgötatrafikens busslinje 416.

## Personer från Rejmyre
- Gaston Backman
- Louis Backman
- Carl Fries
- John E. Weinerhall